# Шеркат-е Ґоль-Нама
Шеркат-е Ґоль-Нама (перс. شركت گل نما) — село в Ірані, у дегестані Таразнагід, в Центральному бахші, шагрестані Саве остану Марказі. За даними перепису 2006 року, його населення становило 50 осіб, що проживали у складі 15 сімей.